# 林俊益
林俊益（1957年—），臺灣法学家，畢業於國立臺灣大學法律學院法律學學士、輔仁大學法學碩士、國立政治大學法律學系博士。曾任地方法院法官庭長、高等法院法官、司法院刑事廳廳長、地方法院院長、司法院大法官，為政大法學院兼任教授、輔大傑出校友。

## 學經歷

### 學術經歷
林俊益是國立臺灣大學法律學系學士、天主教輔仁大學法律學研究所碩士、國立政治大學法律學系博士。其博士論文指導教授是蔡英文。長年於天主教輔仁大學法律學系擔任兼任副教授一職教授刑事訴訟法相關課程。

### 工作生涯
過去擔任最高法院法官時，曾審理臺北市長馬英九特別費案，並駁回檢察官的上訴，以致無罪定讞，因而遭反對馬英九的人士質疑是馬英九的人事酬庸。
2015年4月23日，獲馬英九總統提名而擔任司法院大法官時，國民黨的黨政人士表示林俊益是審薦小組推薦第一名，馬總統尊重審薦小組建議，並未考量當初特別費官司；況且馬總統先前也曾提名在同案起訴他的顏大和擔任檢察總長。兩天後，林孟皇稱林俊益在任職台北地檢署檢察官時，未經拘提就直接發布通緝，因而造成冤獄，不適任大法官。對此，林俊益解釋嫌犯當時所涉強盜殺人案屬唯一死刑重罪，所以先發傳票；嫌犯在家屬代收傳票後仍未到案說明，極有可能逃亡，所以發布通緝，符合刑事訴訟法第84條規定。
林俊益的大法官任期在2023年9月底屆滿。他對外表示，自己在大法官任內最關注刑事訴訟案件，另名大法官黃瑞明稱林俊益經常是「一錘定音」、把關裁判品質的人。

## 著作
- 刑事訴訟法概論（上），新學林出版公司，2024/09，23版。
- 刑事訴訟法概論（下），新學林出版公司，2024/09，19版。
- 程序正義與訴訟經濟（刑事訴訟法專題研究），元照出版公司，2000/02，1版2刷。
- 傳聞法則之理論與實踐（與王兆鵬、陳運財等7人合著），元照出版公司，2004/08初版。
- 當事人主義在我國刑事訴訟上可行性之研究（與莊春山合著），臺北地方法院檢察署79年研究發展，1991/09出版。